# Austroglanis
Austroglanis – rodzaj słodkowodnych ryb sumokształtnych z monotypowej rodziny Austroglanididae.

## Zasięg występowania
Afryka Południowa.

## Cechy charakterystyczne
Trzy pary wąsików, wąsiki nosowe nie występują; mała płetwa tłuszczowa; w płetwach piersiowych i grzbietowej występuje mocny kolec.

## Klasyfikacja
Gatunki zaliczane do tego rodzaju:
- Austroglanis barnardi
- Austroglanis gilli
- Austroglanis sclateri

Gatunkiem typowym jest Gephyroglanis sclateri (A. sclateri).